# Међународни аеродром Оукланд
Међународни аеродром Оукланд (IATA: OAK, ICAO: KOAK) је међународни аеродром у Оукланду. Аеродром се налази 11 км јужно од центра Оукланда и 19 км источно од Сан Франциска, који опслужује Источни залив у области залива Сан Франциска. Аеродром је у власништву луке Оукланд и има домаће путничке летове до градова широм Сједињених Држава и међународне летове за Мексико и Салвадор, поред теретних летова за Кину и Јапан. Аеродром се простире на 1100 ха земљишта.   Аеродром је оперативна база за Саутвест ерлајнс, који управља рутама од тачке до тачке са базама уместо традиционалне мреже са чвориштима.

## Објекти

### Терминали
Међународни аеродром Оукланд има два терминала са укупно 29 гејтова.  Терминали су повезани у областима после обезбеђења и гејтовима, омогућавајући путницима да оду директно на своје летове без потребе да поново улазе у безбедносну проверу. Сви међународни летови који нису претходно одобрени обрађују се у Терминалу 1. 
- Терминал 1 има 16 гејтова[2] који опслужују авио-компаније Делта, Хавајан, Саутвест и др. [4]
- Терминал 2 има 13 гејтова[2] који опслужује компанији Саутвест. [4]

### Писте
Међународни аеродром Оукланд има четири писте . Промене Земљиног магнетног поља захтевале су да писте 27 и 29 буду преименоване у 28 и 30. 
Више од 95% времена, ветрови у области дувају са запада или севера, а авиони стижу у Оукланд са југоистока и одлазе на северозапад. У случајевима када ветрови дувају са истока или југа, авиони лете у другом смеру, долазећи са северозапада и одлазећи на југоисток. 

## Авио-компаније и дестинације

### Путнички
| Aвио-копмпанија      | Дестинације | Извор  |
| -------------------- | --- | ------ |
| Advanced Air         | Crescent City | [ 7 ]  |
| Аљаска ерлајнс       | Portland (OR), Seattle/Tacoma | [ 8 ]  |
| Allegiant Air        | Bellingham Seasonal: Bozeman, Glacier Park/Kalispell, Idaho Falls, Missoula |        |
| Delta Air Lines      | Atlanta, Salt Lake City | [ 9 ]  |
| Delta Connection     | Salt Lake City |        |
| Хавајан ерлајнс      | Honolulu, Kahului, Lihue | [ 10 ] |
| JSX                  | Burbank, Las Vegas, San Diego/Carlsbad (begins March 2, 2025), Scottsdale |        |
| Саутвест ерлајнс     | Albuquerque, Austin, Boise, Burbank, Chicago–Midway, Dallas–Love, Denver, Eugene, Honolulu, Houston–Hobby, Kahului, Kailua-Kona, Kansas City, Las Vegas, Lihue, Long Beach, Los Angeles, Ontario, Orange County, Palm Springs, Phoenix–Sky Harbor, Portland (OR), Reno/Tahoe, Salt Lake City, San Diego, San José del Cabo, Santa Barbara, Seattle/Tacoma, Spokane Seasonal: Baltimore, Nashville, St. Louis | [ 11 ] |
| Spirit Airlines      | Burbank, Las Vegas, Orange County, San Diego |        |
| Sun Country Airlines | Seasonal: Minneapolis/St. Paul |        |
| Viva                 | Guadalajara, Monterrey |        |
| Volaris              | Guadalajara, León/Del Bajío, Mexico City, Monterrey, Morelia, San José del Cabo (begins March 20, 2025), Zacatecas (begins July 2, 2025) |        |
| Volaris El Salvador  | San Salvador |        |

### Мапа дестинација
| Мапе дестинација |
| --- |
| ГвадалахараСан Хосе дел КабоЛеон/ · ГуанахуатоМексико СитиМонтерејМорелијаЗакатекас Дестинације ка Мексику · црвена = Стална дестинација · плава = Будућа дестинација |

## Статистика

### Годишњи промет
| Year | Passengers | % Change | Year | Passengers | % Change |
| ---- | ---------- | -------- | ---- | ---------- | -------- |
| 2008 | 11,474,456 | —        | 2018 | 13,594,251 | 3.99%    |
| 2009 | 9,505,281  | -17.16%  | 2019 | 13,378,411 | -1.59%   |
| 2010 | 9,542,333  | 0.39%    | 2020 | 4,622,029  | -65.15%  |
| 2011 | 9,266,570  | -2.89%   | 2021 | 8,142,320  | 76.16%   |
| 2012 | 10,040,864 | 8.36%    | 2022 | 11,146,229 | 36.89%   |
| 2013 | 9,742,887  | -2.97%   | 2023 | 11,239,075 | 0.83%    |
| 2014 | 10,336,788 | 6.10%    | 2024 |            |          |
| 2015 | 11,205,063 | 8.40%    | 2025 |            |          |
| 2016 | 12,070,967 | 7.73%    | 2026 |            |          |
| 2017 | 13,072,245 | 8.29%    | 2027 |            |          |

### Топ дестинације
| Ранг | Цити                     | Путници |
| ---- | ------------------------ | ------- |
| 1    | Лас Вегас, Невада        | 639.000 |
| 2    | Лос Анђелес, Калифорнија | 433.000 |
| 3    | Сан Дијего, Калифорнија  | 404.000 |
| 4    | Сијетл/Такома, Вашингтон | 305.000 |
| 5    | Округ Оринџ, Калифорнија | 299.000 |
| 6    | Бурбанк, Калифорнија     | 277.000 |
| 7    | Феникс, Аризона          | 276.000 |
| 8    | Денвер, Колорадо         | 241.000 |
| 9    | Портланд, Орегон         | 233.000 |
| 10   | Солт Лејк Сити, Јута     | 200.000 |

| Ранг | Цити                       | Путници |
| ---- | -------------------------- | ------- |
| 1    | Гвадалахара, Мексико       | 210,544 |
| 2    | Морелија, Мексико          | 66,423  |
| 3    | Леон/Дел Бајо, Мексико     | 65,630  |
| 4    | Мексико Сити, Мексико      | 64,104  |
| 5    | Сан Салвадор, Ел Салвадор  | 14,580  |
| 6    | Сан Хосе дел Кабо, Мексико | 13,571  |
| 7    | Терциера, Азори            | 4,968   |

### Тржишни удео авио-компанија
| Ранг | Аирлине              | Путници   | Схаре  |
| ---- | -------------------- | --------- | ------ |
| 1    | Соутхвест Аирлинес   | 8,530,000 | 81,21% |
| 2    | Спирит Аирлинес      | 809.000   | 7,71%  |
| 3    | Хаваииан Аирлинес    | 352.000   | 3,35%  |
| 4    | СкиВест Аирлинес     | 279.000   | 2,65%  |
| 5    | Аласка Аирлинес      | 194.000   | 1,84%  |
| –    | Друге авио-компаније | 340.000   | 3,24%  |